# 瘤狀隱綿蟹
瘤狀隱綿蟹（学名：Cryptodromia tuberculata）为綿蟹科隱綿蟹屬下的一个种。